# Misterton with Walcote
Misterton with Walcote is een civil parish in het bestuurlijke gebied Harborough, in het Engelse graafschap Leicestershire met 486 inwoners.